# Línea 10 (Bus Castellón)
La línea 10 del Transport Urbà de Castelló (TUCS) conecta desde las Instalaciones Deportivas Chencho con el Grupo San Llorenzo, haciendo también una conexión con la Universidad Jaime I (UJI). Sin embargo, si las Instalaciones Deportivas Chencho o la UJI no se encuentran abierto al público, la línea tendrá un trayecto relativamente diferente y un poco más corto.

## Características
Si las Instalaciones Deportivas Chencho se encuentra cerrado al público o dependiendo del horario, la línea en dirección al Grupo San Llorenzo iniciara desde la Policía Local de Castellón (Tetuan), a unos 650 metros de las instalaciones. Si la Universidad Jaime I también se encuentra cerrada, la línea (a diferencia de las demás líneas que hacen conexión adentro de la universidad) no parará exclusivamente en las afueras de la universidad. Esto pasa principalmente en horarios especiales o los fines de semana y festivos.

### Frecuencias
| Ambos sentidos                                      | Ambos sentidos                                 | Ambos sentidos |
| Día                                                 | Horario                                        | Frecuencia     |
| --------------------------------------------------- | ---------------------------------------------- | -------------- |
| De lunes a viernes                                  | IDA Y VUELTA: de 07:00 a 22:20                 | 20'            |
| Sábados (enero a junio y de septiembre a diciembre) | IDA: de 07:00 a 22:30 VUELTA: de 07:15 a 22:15 | 30'            |
| Sábados (junio y agosto)                            | IDA: de 07:00 a 21:40 VUELTA: de 07:00 a 22:30 | 40'            |
| Domingos y festivos                                 | IDA: de 07:00 a 22:00 VUELTA: de 07:30 a 21:30 | 60'            |

## Recorrido
| Dirección GRUPO SAN LLORENZO                  | Dirección GRUPO SAN LLORENZO               | Dirección GRUPO SAN LLORENZO |
| N.º                                           | Parada                                     | Enlaces                      |
| --------------------------------------------- | ------------------------------------------ | ---------------------------- |
|                                               | TETUAN / CIUDAD DEPORTIVA (CHENCHO)        |                              |
|                                               | Grupo San Antonio                          |                              |
|                                               | HOSPITAL GENERAL                           |                              |
|                                               | Avda. Tombatossals                         |                              |
|                                               | C/ Huesca                                  |                              |
|                                               | Ronda Magdalena, 105                       |                              |
|                                               | Ronda Magdalena, 65                        |                              |
|                                               | Ronda Magdalena, 41                        |                              |
|                                               | Ronda Magdalena (Colegio Cervantes)        |                              |
|                                               | Paseo Ribalta, 20                          |                              |
|                                               | C/ Cardenal Costa, 8                       |                              |
|                                               | C/ Cardenal Costa, 28                      |                              |
|                                               | C/ Cardenal Costa (Rente Ford)             |                              |
|                                               | Paseo de la Universidad, 8                 |                              |
|                                               | Paseo de la Universidad, 34                |                              |
|                                               | UJI                                        |                              |
|                                               | Avda. Sos Baynat                           |                              |
|                                               | Ctra. L'Alcora (Quadra Los Cubos)          |                              |
|                                               | Quadra Saboner, 2                          |                              |
|                                               | Quadra Saboner, frente 41                  |                              |
|                                               | GRUPO SAN LLORENZO                         |                              |
| Dirección TETUAN / CIUDAD DEPORTIVA (CHENCHO) |                                            |                              |
| N.º                                           | Parada                                     | Enlaces                      |
|                                               | GRUPO SAN LLORENZO                         |                              |
|                                               | Parque Mérida (Centro Comercial La Salera) |                              |
|                                               | Rotonda Salera (Pistas de Atletismo)       |                              |
|                                               | Quadra Salera (Centro Urbano)              |                              |
|                                               | Ctra. Alcora (Quadra Salera)               |                              |
|                                               | Ctra. Alcora (Quadra Saboner)              |                              |
|                                               | Ctra. Alcora (Quadra Los Cubos)            |                              |
|                                               | Avda. Sos Baynat                           |                              |
|                                               | UJI                                        |                              |
|                                               | Paseo de la Universidad, 29                |                              |
|                                               | Paseo de la Universidad, 11                |                              |
|                                               | Paseo Morella (Estación Intermodal)        |                              |
|                                               | Avda. Barcelona, 6                         |                              |
|                                               | Avda. Barcelona, 24                        |                              |
|                                               | C/ Joaquín Costa, 9                        |                              |
|                                               | Ronda Magdalena (Capuchinos)               |                              |
|                                               | Ronda Magdalena (Plaza Columbretes)        |                              |
|                                               | Ronda Magdalena (Plaza Teodoro Izquierdo)  |                              |
|                                               | Av. Benicàssim 4A                          |                              |
|                                               | Av. Benicàssim (Polígono Estadio)          |                              |
|                                               | Hospital General                           |                              |
|                                               | TETUAN / CIUDAD DEPORTIVA CHENCHO          |                              |